# Kathak
Il Kathak è una danza e un genere musicale indiano originario dello Stato dell'Uttar Pradesh.
Il nome Kathak deriva dal sanscrito katha, che significa storia, e kathaka ossia colui che narra una storia.

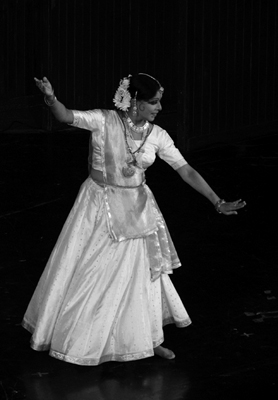
La danzatrice di Kathak Shovana Narayan

Il Kathak è una danza laica del nord mongolico e musulmano; interpreti di tale danza sono danzatrici cortigiane riccamente vestite. Si trattava di un intrattenimento sensuale che aveva come temi la celebrazione dinastica e le imprese e gli amori degli eroi mitici.
La colonizzazione e l'impoverimento causarono, come già successo per le Devadasi, un cambio di immagine. Si andarono affermando danzatrici-prostitute che avevano appreso in modo approssimativo l'arte della danza contribuendo a renderla uno svago popolare.